# Antirrhea tomasia
Antirrhea tomasia är en fjärilsart som beskrevs av Butler 1875. Antirrhea tomasia ingår i släktet Antirrhea och familjen praktfjärilar. Inga underarter finns listade i Catalogue of Life.